# Magyarország varsói követeinek és nagyköveteinek listája

## A külképviselet vezetőinek listája
Magyarország varsói nagykövetségén 1919 előtt az Osztrák–Magyar Monarchia diplomatái képviselték a magyar érdekeket. Az 1919-től 1939-ig terjedő időszakban különböző szintű diplomaták képviselték Magyarországot, a mai diplomáciatörténeti művek azonban csak 1946-ra datálják a követség, és 1954-re a nagykövetség megnyitását.
A lista azokat a személyeket mutatja, akik 1919 óta  - nem feltétlenül nagyköveti rangban - vezetői voltak a magyar (nagy)követségnek Lengyelországban. A nagyköveteket az államfő nevezi ki, ennek dátuma az első oszlopban olvasható. A megbízólevél átadásának időpontja a diplomáciai szolgálat tényleges megkezdésének dátuma. A megbízás visszavonása szintén a mindenkori magyar államfő joga.

| kinevezés            | megbízólevél         | visszahívás          | név                      | rang                                                            |
| -------------------- | -------------------- | -------------------- | ------------------------ | --------------------------------------------------------------- |
| 1919. november 22.   |                      | 1923                 | Csekonics Iván           | 1921-ig I. tanácsos, utána követ                                |
| 1923. november 7.    | 1923. november 17.   | 1930. május 20.      | Belitska Sándor          | követ                                                           |
| 1930. május 20.      |                      | 1930. november 20.   | Balásy Antal             | ügyvivőként, ideiglenesen                                       |
| 1930. október 3.     |                      | 1935. március 27.    | Matuska Péter            | követ                                                           |
| 1935. március 27.    | 1935. május 2.       | 1939. november       | Hory András              | követ                                                           |
| 1946. október 16.    | 1946. október 16.    | 1947. május 26.      | Förstner Pál             | ideiglenes ügyvivőként                                          |
| 1947. november 26.   | 1948. január 12.     | 1948. november 17.   | Révész Géza              | követ                                                           |
| 1948. november 17.   |                      | 1951. március 27.    | Szántó Béla              | követként                                                       |
| 1951. március 27.    | 1951. május 9.       | 1955. június 8.      | Drahos Lajos             | követ, majd 1954-től nagykövet                                  |
| 1955. június 8.      | 1955. július 14.     | 1956. július 30.     | Szántó Zoltán            | nagykövet                                                       |
| 1957. június 10.     | 1957. június 19.     | 1960. május 7.       | Katona János             | nagykövet                                                       |
| 1960. május 7.       | 1960. június 8.      | 1963. szeptember 27. | Szilágyi Dezső           | nagykövet                                                       |
| 1963. szeptember 27. | 1963. november 9.    | 1968. február 13.    | Martin Ferenc            | nagykövet                                                       |
| 1968. február 13.    | 1968. március 11.    | 1971. június 10.     | Némety Béla              | nagykövet                                                       |
| 1971. június 10.     | 1971. október 1.     | 1977. július 14.     | Németi József            | nagykövet                                                       |
| 1977. július 14.     | 1977. augusztus 19.  | 1984. július 6.      | Garamvölgyi József       | nagykövet                                                       |
| 1984. július 6.      | 1984. szeptember 3.  | 1988. december 29.   | Biczó György             | nagykövet                                                       |
| 1988. december 29.   | 1989. március 1.     | 1990. április 5.     | Roska István             | nagykövet                                                       |
| 1990. július 9.      | 1990. október 10.    | 1995. március 24.    | Engelmayer Ákos          | nagykövet (1992-től Fehéroroszországba is akkreditálva)         |
| 1995. március 24.    | 1995. március 8.     | 1998. augusztus 31.  | Hárs Gábor               | nagykövet (1995 októberétől Fehéroroszországba is akkreditálva) |
| 1998. november 18.   | 1998. december 21.   | 2000                 | Bába Iván                | nagykövet                                                       |
| 2000. szeptember 29. | 2000. szeptember 19. | 2002. szeptember 30. | Katona Tamás             | nagykövet                                                       |
| 2003. április 3.     | 2003. február 14.    | 2007. november 28.   | Győr Mihály              | nagykövet                                                       |
| 2007                 | 2007. október 31.    | 2012                 | Kiss Róbert              | nagykövet                                                       |
| 2012.                | 2012. október 9.     | 2017. február 8.     | Gyurcsík Iván            | nagykövet                                                       |
| 2017. február 8.     | 2017. március 2.     | 2024. augusztus 8.   | Kovács Orsolya Zsuzsanna | nagykövet                                                       |
|                      | 2024. október 30.    |                      | Íjgyártó István          | nagykövet                                                       |